# Janice Monakana
Janice Monakana (Edgware, 6 agosto 1995) è una cestista britannica.

## Carriera
Con la Gran Bretagna ha disputato i Campionati europei del 2019.